# Effet multipactor
Phénomène de décharge électronique résonnante dans le vide, l'effet multipactor se produit lorsque des électrons primaires sous l'effet d'un champ électrique alternatif viennent arracher des électrons secondaires à la paroi d'un composant radio-électrique, tel qu'un guide d'ondes.
Ces électrons secondaires sont accélérés à leur tour par le champ électrique alternatif appliqué, et viennent également arracher de nouveaux électrons secondaires, sur la paroi opposée du composant.
Sous certaines conditions, un effet multiplicateur ou d'avalanche se met en place, conduisant à une décharge électronique ou un claquage.

## Histoire
Le phénomène multipactor fut observé pour la première fois par le physicien français Camille Gutton en 1924.
Il fut ensuite identifié et étudié par le physicien américain Philo T. Farnsworth, qui donna le nom de multipactor à ce phénomène.